# بلوول (ویرجینیای غربی)
بلوول(به انگلیسی: Bluewell) شهری در ایالت ویرجینیای غربی کشور ایالات متحده آمریکا است که جمعیت آن در سرشماری سال ۲۰۱۰ میلادی، ۲٬۱۸۴ نفر بوده‌است.